# Eamon Dunphy
Eamon Martin Dunphy (Éamonn Máirtín Ó Donnchaidh; Dublino, 3 agosto 1945) è un giornalista, personaggio televisivo ed ex calciatore irlandese, di ruolo centrocampista.
È noto anche per aver collaborato con Roy Keane nella scrittura della sua autobiografia.